# إد عدي أورخا (تجاجت)
إد عدي أورخا هو دُوَّار يقع بجماعة سبت النابور، إقليم سيدي إفني، جهة كلميم واد نون في المملكة المغربية. ينتمي الدوّار لمشيخة تجاجت التي تضم 55 دوار. يقدر عدد سكانه بـ 40 نسمة حسب الإحصاء الرسمي للسكان والسكنى لسنة 2004.

## روابط خارجية
- البوابة الوطنية للجماعات الترابية
- المندوبية السامية للتخطيط